# Johann Beckmann
Johann Beckmann, född 4 juni 1739 i Hoya, död 3 februari 1811 i Göttingen, var en tysk filosof, ekonom och naturforskare. Han har kallats teknikhistoriens fader.
Beckmann blev lärare i Sankt Petersburg 1763, och därefter professor i Göttingen 1766. Han företog bland annat en studieresa till Sverige 1765–1766. Beckmann utgav ett flertal arbeten om teknologi och ekonomi med mera, bland vilka märks Beiträge zur Oekonomie, Technologie, Polizei- und Cameralwissenschaft (1779-91) och Beiträge zur Geschichte der Erfindungen (1780–1805). Han invaldes år 1790 som ledamot av svenska Vetenskapsakademien.